# Hegyalja Fesztivál
A Hegyalja Fesztivál (röviden Hegyalja, vagy Hegy' , 2012-től hivatalos szponzorált nevén Borsodi Hegyalja Fesztivál) egy északkelet-magyarországi zenés rendezvény. A helyszín a Tisza bal partján található, tehát közigazgatásilag Rakamazhoz tartozik, ugyanakkor közelebb esik Tokaj belterületéhez, könnyebben megközelíthető onnan. A Felső-Tisza-parti rendezvényen neves előadók hada lép fel évről évre. A palettán megtalálhatóak a hazai zenei élet nagyjai, valamint neves külföldi előadók is.
A zenei és kulturális programokon túl a fesztivál vonzereje a kitűnő környezet: Hegyalját nem kell bemutatni, hiszen a világörökség részéről van szó, ahol kiváló nektár terem – tehát a fesztivál vendégei részére egy kellemes vigadás feltételei is adottak.
A felhozatal próbál minden igényt kielégíteni. Bár elsősorban rockfesztiválként él a köztudatban, helyet kap a kínálatban a hiphop és az elektronikus zene is. A nagyszínpad mellett több kisebb-nagyobb sátor és színpad várja a közönséget. Nagy sikert arattak eddig a fesztivál külföldi előadói, köztük a Transglobal Underground, az Asian Dub Foundation, a Bloodhound Gang, a Sepultura, a Motörhead, a Basement Jaxx, a Machine Head, a Clawfinger, a Slayer vagy a Scooter. Természetesen jelen vannak minden évben a legfontosabb hazai együttesek és dj-k is: Tankcsapda, Kispál és a Borz, Quimby, Žagar, Neo, illetve Palotai, Naga, Titusz stb.
2014-ben bejelentették, hogy a fesztivál elmarad. 2015-ben a rendezvényt megújult formában, Borsodi Kingdom of Hegyalja néven tervezték feléleszteni, de néhány héttel a meghirdetett időpont előtt ismét bejelentették az elmaradást.

## Története

### Előzmények
Tokaj már korábban is adott otthont zenei fesztiválnak: az 1990-es években itt rendezték a Rock Gyermekei Tábort. 1994-től 1998-ig itt tartotta táborait a Sing Sing is, 1998-ban pedig az EFOTT házigazdája volt a város.

## Hegyalja Fesztivál 2006: újabb rekordok születtek
Minden tekintetben sikeresnek értékelhető a hetedik alkalommal megrendezett a rakamazi Tisza Kempingben, a világörökség részeként jegyzett Tokaj tőszomszédságában. A szervezők tájékoztatása szerint ugyanis a nézőszám, a programok minősége és az időjárási feltételek kedvezőnek bizonyultak. Ismét látogatói rekord született: a korábbi 51 ezerhez képest újabb tízszázalékos növekedést ért el a fesztivál, ugyanis a hétvégén 56 ezren váltottak belépőt a programokra.
Bár már szinte legenda, hogy nincs Hegyalja Fesztivál eső nélkül, ezúttal megúszták a vendégek és a szervezők: szinte mindvégig verőfényes nyári idő kísérte a fesztivált. Igaz, az első napon a szélvihar (és ennek következtében 10 perces áramszünet), valamint másnap minimális csapadék előfordult, de ez nem befolyásolta az önfeledt szórakozást. A jó időnek köszönhetően még egy rekord született: minden korábbinál több bort, sört és ásványvizet mértek ki fesztivál büfései.
A július 12-e és 16-a között megtartott rendezvénysorozat biztonsági és egészségügyi szempontból is rendben lezajlott: nem történt sem rendbontás, sem súlyos baleset, leszámítva néhány olyan sérülést, mely a rendezvényen folyó sporteseményeken történt, ám a fesztivál egészségügyi szolgálata rövid időn belül ellátta az érintetteket.
A Hegyalja fő attrakciója a Motörhead és a Freestylers nagyszínpados koncertje volt, ezek mellett természetesen siker övezte minden fellépő produkcióját az összes programhelyszínen, hiszen a műsor összeállításánál éppen a kulturális sokszínűség figyelembe vétele volt a cél – a jelek szerint sikeresen, hiszen a tömegeket vonzó műfajok kedvelői mellett megtalálták kedvenceiket a jazz, a blues, a népzene stb. kedvelői. Ugyancsak sokan és aktívan vették igénybe a Civil utca sokszínű szolgáltatásait: mintegy két tucatnyi civil szervezet kapott bemutatkozási lehetőséget.
A Zöld Sátorban a hagyományokhoz híven elsősorban környezetvédelmi témák szerepeltek napirenden, de kulturális, közéleti beszélgetéseket is hallhattak az érdeklődők. A beszélgetős helyszín vendége volt egyebek közt Juhász Ferenc, a térség országgyűlési képviselője, volt honvédelmi miniszter, Kovács Kálmán, a KVVM államtitkára, a környezetvédelmi bizottság két alelnöke, Nagy Andor és Orosz Sándor, Olajos Péter EP-képviselő, valamint Pajor Tamás zenész, prédikátor, Kathi Attila, a fogyasztóvédelmi hatóság szóvivője, Szőnyei Tamás újságíró és Aradi Csaba ökológus.
Hamarosan: Kezdő fesztiválozó vagy? Mutatjuk miket vigyél magaddal 
...ahol part szabad, immár hetedik alkalommal!
Forrás: https://www.hegyaljafesztival.hu/

### 2009
Július 15-től 19-ig tartott a jubileumi 10. fesztivál. Ez volt az első alkalom, amikor már a szerda is teljes értékű programnap volt, így aznap is üzemelt a nagyszínpad, amit ezúttal a bandland.hu vett a nevére. A nemzetközi sztárelőadók között volt a Machine Head, a Faithless DJ-szettel Maxi Jazz és Sister Bliss, valamint a Basement Jaxx.
A nagyszínpadon játszott a Beatrice is, amelynek frontembere, Nagy Feró abban az évben lett a Borsodi Zenei Fesztiválok reklámarca. Nemcsak a fesztivál jubilált, de a fellépők egy része is: a Tankcsapda és a Pál Utcai Fiúk húsz-, a Magna Cum Laude tízéves fennállását ünnepelte.
A helyszíneket jelentősen átrendezték, csak a nagyszínpad és a DeWalt-sátor maradt a régi helyén. A Jim Beam-sátor és a Café eltűnt, megjelent az A38-színpad, valamint a Jäger Bár. Utóbbi karaoke- és guitar hero-versenyek, stand up comedy előadások (Badár Sándor, Kőhalmi Zoltán, Kiss Ádám, Hadházi László) és „bar partyk” helyszíne lett.
Ebben az évben a tokaji Paulay Ede Színház is bekapcsolódott a fesztiválba, a karszalaggal rendelkezők kedvezményes jegyekkel tekinthették meg előadásaikat, valamint fotókiállítást rendeztek az addigi Hegyalja Fesztiválokból.
A tízéves jubileum alkalmával Rakamaz polgármestere díszpolgári címmel tüntette ki a fesztivál szervezőit.
Az utolsó napon az időjárás-előrejelzések tették kétségessé a rendezést, de mivel az országon végigsöprő vihar elkerülte Tokajt, kétórás felfüggesztés után újraindultak a programok. A széllökések miatt a nagyszínpadot lezárták, az oda tervezett koncertek – köztük a Basement Jaxxé – azonban nem maradtak el, a zárt téri színpadokra helyezték át őket.
Az utolsó napi bizonytalanság ellenére is megdőlt a látogatottsági rekord, mintegy 71 ezer fesztiválozóval.

### 2010
A július 14-től 18-ig tartó fesztivál fellépői között legnagyobb névnek a négy év után visszatérő Motörhead számított. Rajtuk kívül még olyan külföldi előadók játszottak, mint a Funeral for a Friend, a Groove Armada, The Herbaliser, a Krafty Kuts, Goldie és MC Justice, Roots Manuva, a svéd Meshuggah vagy a holland Epica.
A magyar előadók felhozatala is több érdekességgel szolgált. A Beatricében egykori gitárosuk, Lugosi László vendégszerepelt, a Black-Out korábbi énekesével, Kowalskyval lépett fel. A nyári fesztiválok közül egyedül itt játszott a Tátrai Band. Földes László (Hobo) ezúttal új, Hobo és Bandája nevű formációval játszotta a Circus Hungaricus albumra épülő koncertprogramját, valamint a közvetlenül előtte fellépő Deák Bill Blues Band műsorába is beszállt egy közös dal erejéig. A fesztiválokon megszokott zenekarok – Tankcsapda, Quimby, a búcsúturnézó Kispál és a Borz, Péterfy Bori & Love Band – mellett fellépett többek között Ákos, a Budapest Bár, a Csík zenekar (Ferenczi György vendégszereplésével).
A stand-up comedy művelői közül Badár Sándort, Kőhalmi Zoltánt, Aranyosi Pétert és Beliczai Balázst hallgathatta a közönség. A Paulay Ede Színház a fesztivál alatt műsorra tűzte Hobo Circus Hungaricus és Woody Allen Manhattan című darabját, valamint helyt adott a gita:ROCK! kiállításnak, amely során 11 darab 2 méter magas, festett gitárt lehetett megtekinteni.
Az előző évi helyszínek közül eltűnt a DeWalt-sátor és az A38-színpad, visszatért a Jim Beam-sátor, főképp a keményebb rockzene képviselőinek helyt adva. A nagyszínpad a korábbi szponzornevek helyett ezúttal egyszerűen a Hegy' színpad nevet kapta. A Borsodi Malátabár fellépőit napi tematika szerint osztották be.
A nyár eleji tiszai árvíz miatt előzetesen felröppentek a fesztivál megrendezését kérdésessé tevő hírek, de a rakamazi önkormányzat embereinek erőfeszítésével sikerült a helyszínt alkalmassá tenni a rendezésre. Hálából a szervezők „örökös tiszteletbeli hegyaljás” címmel tüntették ki az önkormányzat tagjait és a munkálatok résztvevőit. Az árvíz sújtotta Tolcsva helyreállításához a fesztivál látogatói adományaikkal járulhattak hozzá.
A mintegy 80 ezer fős látogatottság nézőcsúcsot jelentett, ezen belül a pénteki napon (amikor a Motörhead és a Kispál és a Borz játszott) megdőlt a fesztiválon egyszerre jelenlévők számának rekordja. A szombati nap (többek között Ákos és a Quimby koncertjének napja) látogatottsága is megközelítette a péntekit.

### 2014
A 2014-es fesztivált, amely a 15. jubileumi alkalmat jelentette volna, 2013 karácsonyán még ingyenesnek harangozták be. A fellépőkről és az ingyenes belépés részleteiről azonban hónapokig nem esett szó, mígnem márciusban bejelentették, hogy a 2014-es Hegyalja Fesztivál elmarad.

### 2015
2015-re új szervezők vették át a fesztivált, amelyet Borsodi Kingdom of Hegyalja néven, megújult formában kívántak újraindítani. Két héttel a meghirdetett időpont előtt azonban ismét lemondták a rendezést. A külföldi fellépők lekötött koncertjeinek egy részét átszervezték más helyszínekre, amelyekre érvényesek voltak a fesztivál belépői is. Emellett a SZIN belépési lehetőséget biztosított a Hegyalja-belépőt vásárlók számára is.

## Környezettudatos fesztivál
A környezetvédelem minden évben meghatározta a fesztivált, mivel első alkalommal a tiszai ciánszennyezés után rendezték meg. Volt Zöld Sátor és jelen voltak a legfontosabb hazai környezetvédelmi szervezetek is. A környezetvédelem nem csak szavakban, hanem tettekben is megnyilvánult: a tábor területén szelektív hulladékgyűjtők, alumíniumdoboz-prések gondoskodtak a környezeti terhelés enyhítéséről, valamint a szervezők maguk is visszaváltható szemeteszsákokat osztottak ki a sátorozóknak. Mindezek látható javulást jelentettek a hulladékkezelésben. A fesztivál ideje alatt annak területén maguk a fesztiválozók is tehettek a környezetért, az eldobált hulladékok összegyűjtésével, amiért különböző jutalmakat kaphatnak. 2009-ben a rendezvény nyitónapján átálltak szélerőmű által termelt tiszta (szén-dioxid kibocsátás nélküli) áramra. Az eldobható tányérok és poharak pedig természetben lebomló anyagból készültek. Emellett 2010-ben bevezették a visszaváltható söröspoharakat („re-poharat”) is. A szervezők támogatták a gerillakertészetet is.